# Parlamento de la República del Congo
El Parlamento de la República del Congo se conforma de dos cámaras de gobierno, el Senado y la Asamblea Nacional.

## Senado
El Senado es la cámara alta del Parlamento de la República del Congo. Tiene 72 miembros (seis para cada una de las 12 regiones), elegidos por un mandato de seis años por el distrito, los consejos locales y regionales. Antes de las elecciones al Senado de 2008, tenía 66 miembros; se expandió a 72 miembros en ese momento para dar cuenta de la creación de la región de Pointe-Noire.

## Asamblea Nacional
La Asamblea Nacional es la cámara baja del Parlamento de la República del Congo. Posee 139 miembros, elegidos por un período de cinco años.